# Kościół obronny w Prejmerze
Kościół obronny w Prejmerze (kościół Świętego Krzyża) – gotycki kościół z XIII wieku, otoczony fortyfikacjami z XV–XVIII wieku w Prejmerze w Rumunii, wpisany wraz z wsią na listę światowego dziedzictwa UNESCO, należy do Kościoła Ewangelickiego Wyznania Augsburskiego w Rumunii. 

## Historia
Kościół został wzniesiony przez zakon krzyżacki oraz osadników saksońskich w XII wieku, budowa została rozpoczęta w 1218 roku, zakończono ją u schyłku XIII wieku. Po wygnaniu krzyżaków, które nastąpiło w 1224 roku przeszedł na własność cystersów w 1240 roku z opactwa w Cârța. Prejmer z racji swego położenia na skraju państwa był szczególnie narażony na ataki wrogich armii, np. osmańskich. Pierwsze fortyfikacje otaczające świątynię zbudowano po pierwszym tureckim najeździe na Siedmiogród w 1421 roku (zob. wojny osmańsko-węgierskie). Cytadela powstawała od XV do XVIII wieku. Ponad skrzyżowaniem naw wzniesiono masywną dzwonnicę w 1461 roku. W latach 1512–1515 dobudowano nawy boczne od południa i północy, a także przedłużono zachodnią nawę o blisko 7 metrów. Nowe sklepienie żebrowe ponad skrzyżowaniem naw powstało w 1588 roku. W XVII wieku pożar uszkodził obwarowania i kościół. W 1792 roku rozebrano most zwodzony. Wieża w obrębie fortyfikacji częściowo zawaliła się w 1838 roku w wyniku trzęsienia ziemi, a po kilku latach została całkowicie rozebrana.
W XVI-XVII wieku dobudowano barbakan przy południowej wieży wejściowej. Pierwotnie cytadelę otaczała fosa. Obiekt był oblegany około pięćdziesięciokrotnie.
Świątynia przeszła gruntowną renowację w 2. połowie XX wieku. Wieś Prejmer wraz z kościołem została wpisana na listę światowego dziedzictwa UNESCO w 1999 roku wraz z innymi wsiami i kościołami jako obiekt o nazwie wioski z kościołami obronnymi w Siedmiogrodzie. Kościół można zwiedzać codziennie z wyjątkiem poniedziałków.

## Architektura
Kościół otaczają koliście najpotężniejsze w Siedmiogrodzie, o grubości od 3 do 4,5 m, wysokie na 12 m mury obronne z kilkoma okrągłymi bastionami, w murach znajdują się pomieszczenia dla ludności na wypadek zagrożenia napaścią; jest to największa świątynia obronna Europy środkowo-wschodniej. Wejście w obręb cytadeli stanowi przesklepiony korytarz o długości 32 m, zamknięty dębowymi bramami, a pośrodku zabezpieczony broną. Po wewnętrznej stronie murów znajdują się liczne schody prowadzące na ich różne poziomy, które prowadzą do ponad 270 pomieszczeń (mogły one pomieścić ponad 1600 osób). Jedno z nich przeznaczono nawet na salę lekcyjną dla dzieci, aby mogły kontynuować naukę. Do cytadeli prowadziło tajne podziemne przejście, którym można było dostarczać żywność w przypadku oblężenia.
Świątynia w stylu wczesnego gotyku z wpływami cysterskimi (np. charakterystyczny rodzaj sklepienia krzyżowo-żebrowego, żebra wsparte na konsolach), wzniesiona na planie krzyża greckiego (inspiracja wzorami bizantyjskimi), co na średniowiecznej wsi rumuńskiej było rzadkością – wznoszono przeważnie proste kościoły jednonawowe. Ponad skrzyżowaniem naw znajduje się dzwonnica. W zakończeniu jednej z naw znajduje się empora organowa z organami Wegenstaina z późnobarokowym prospektem z 1799 roku. We wnętrzu, w prezbiterium znajduje się późnogotycki dwustronny tryptyk z XV wieku z Grupą Ukrzyżowania, najstarszy tego typu na terenie Rumunii. Do zakrystii prowadzi renesansowy portal datowany na 1518 roku.

## Galeria

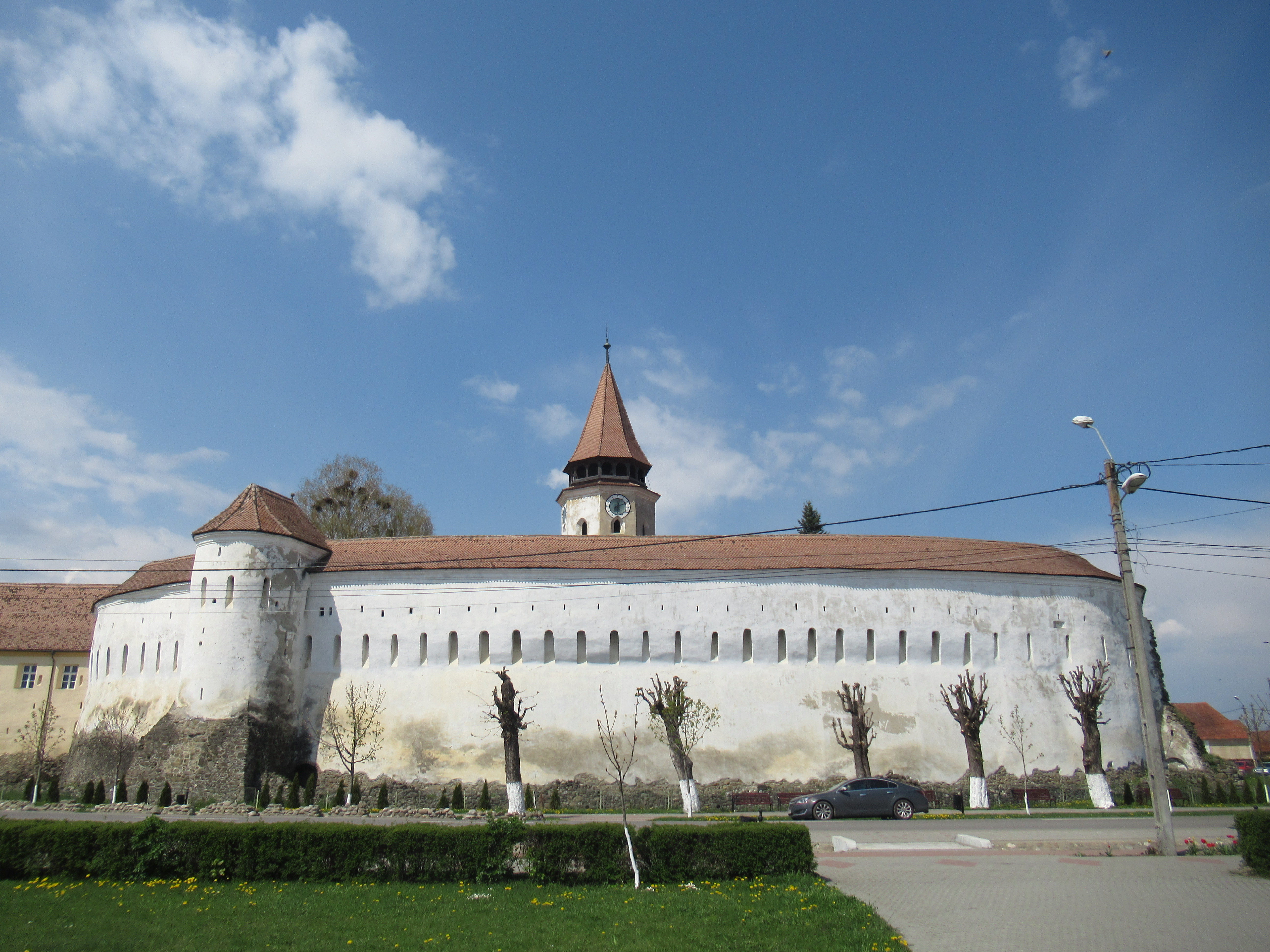
Widok zza murów (2023)
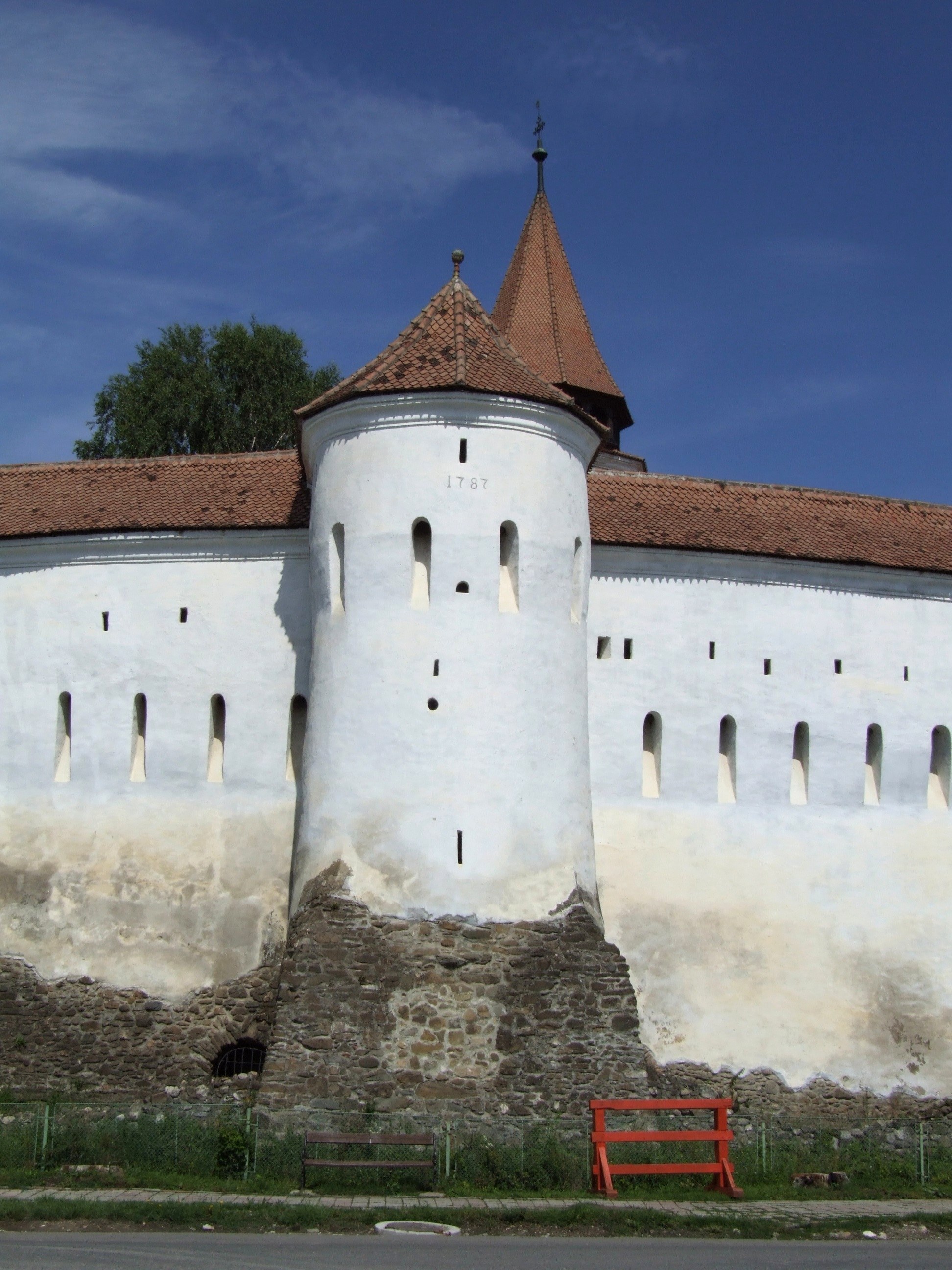
Baszta (2009)
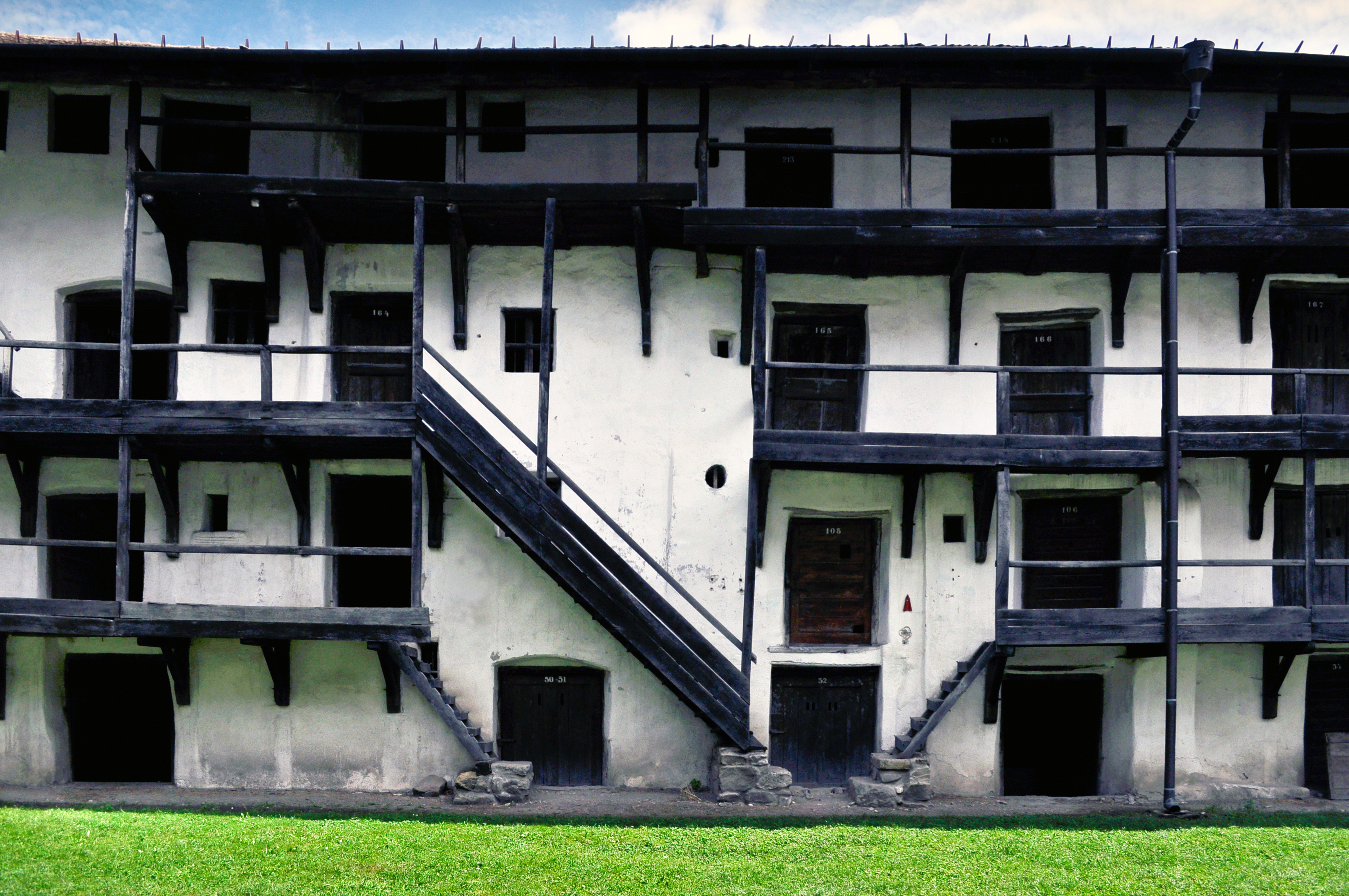
Mury obronne od strony wewnętrznej (2015)
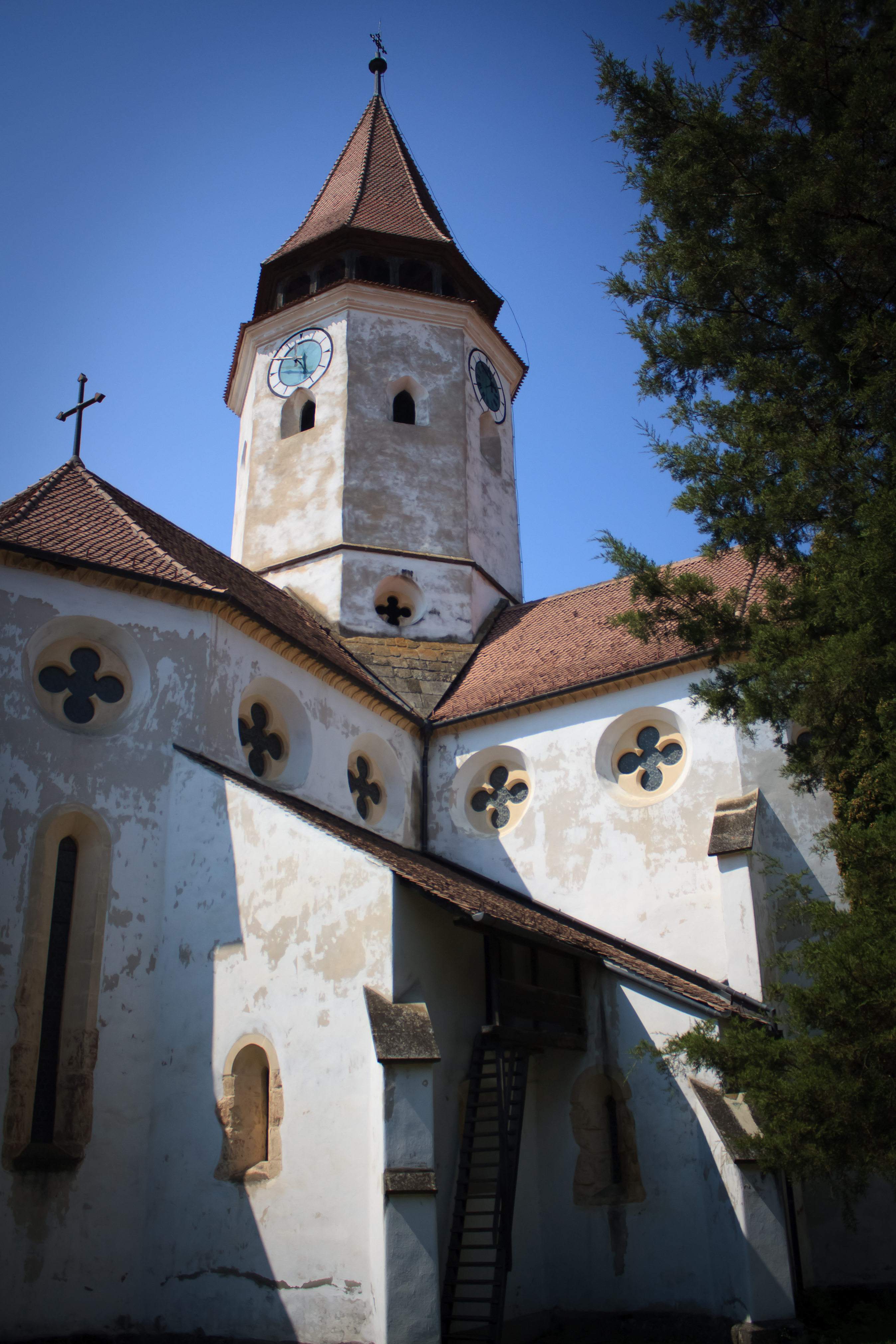
Dzwonnica (2013)
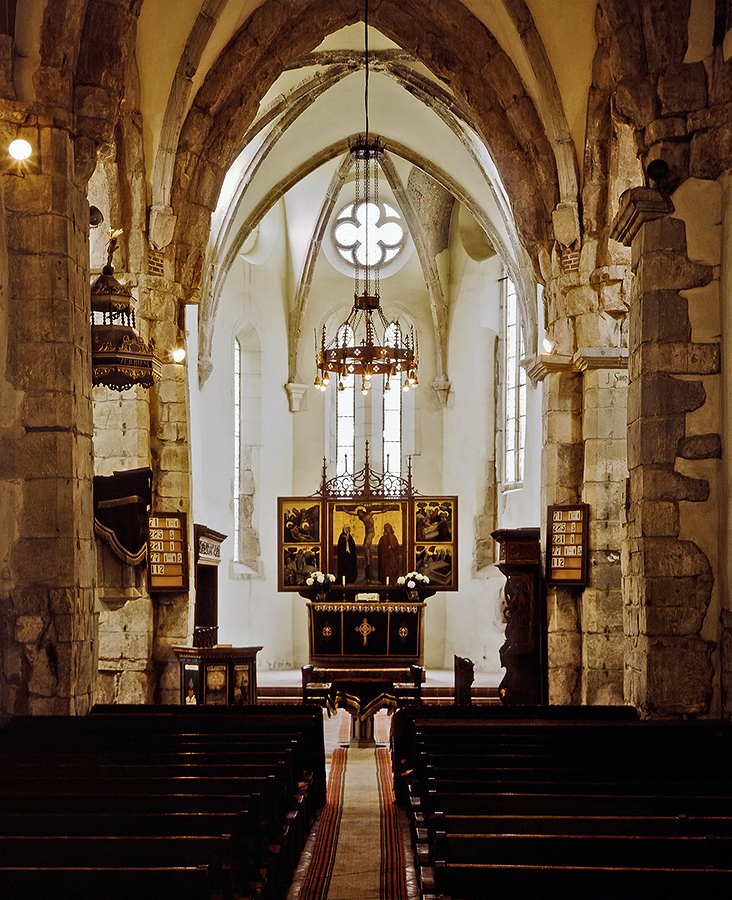
Wnętrze (1992)
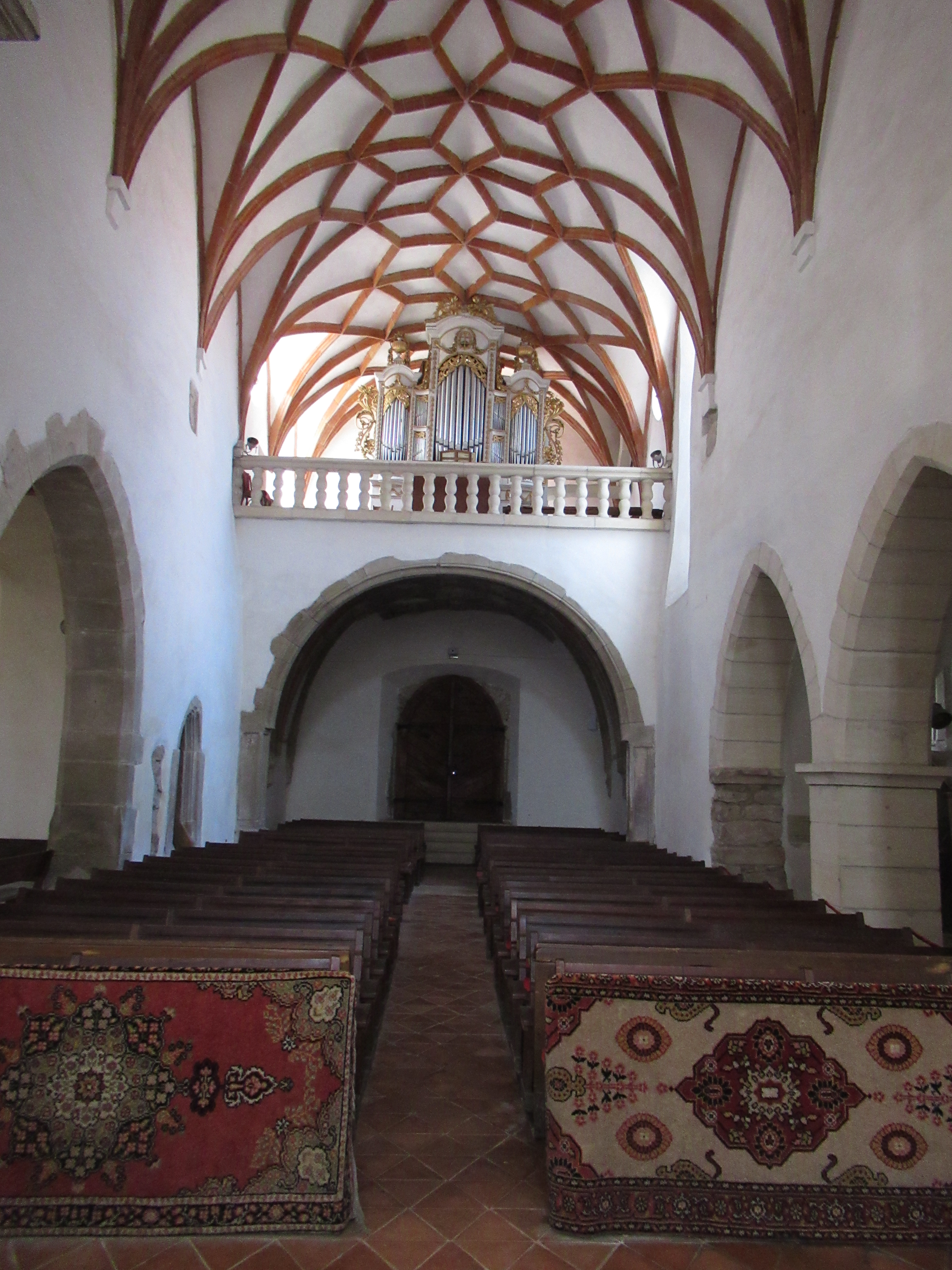
Wnętrze, widok w kierunku empory (2023)
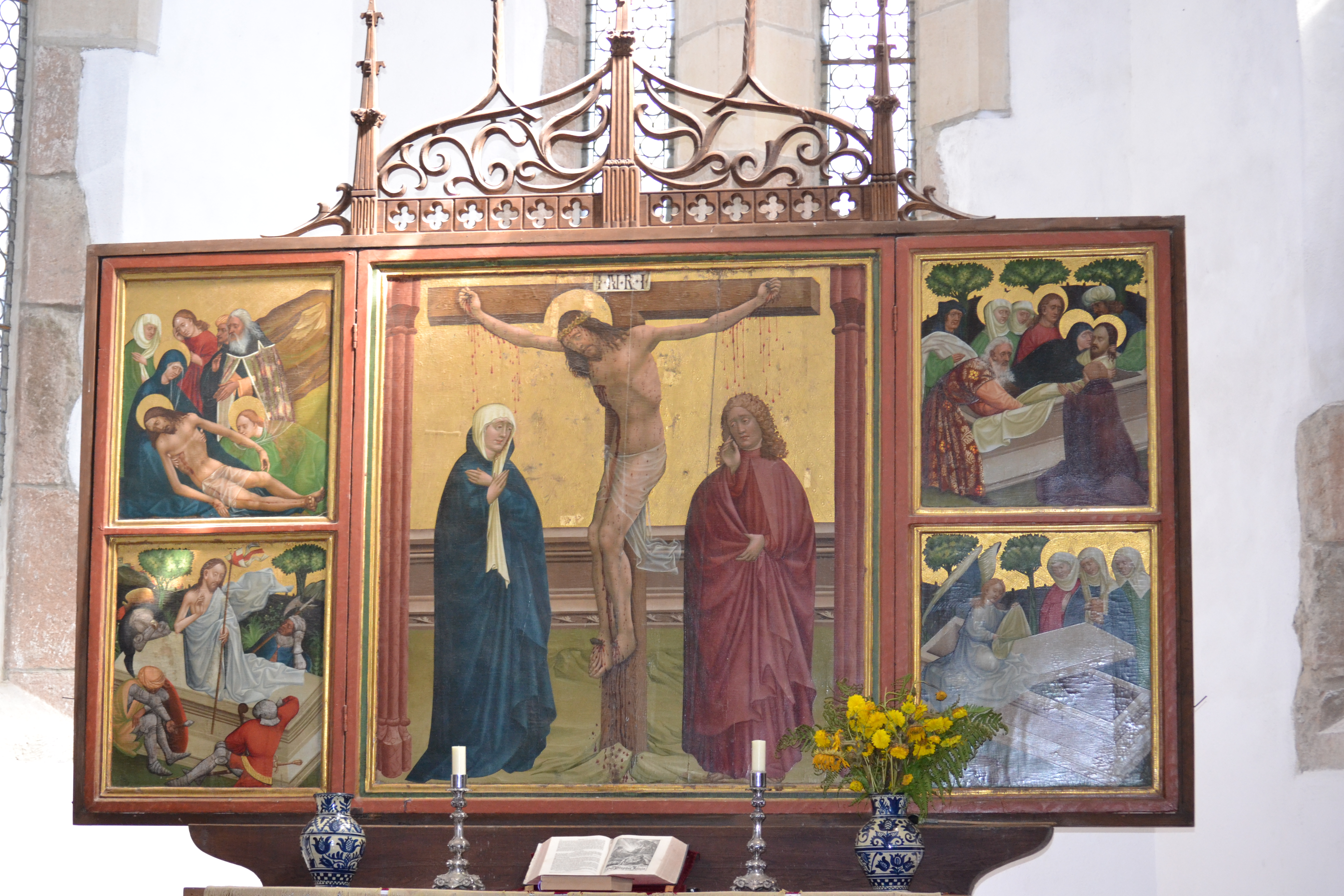
Ołtarz główny, tryptyk (2011)
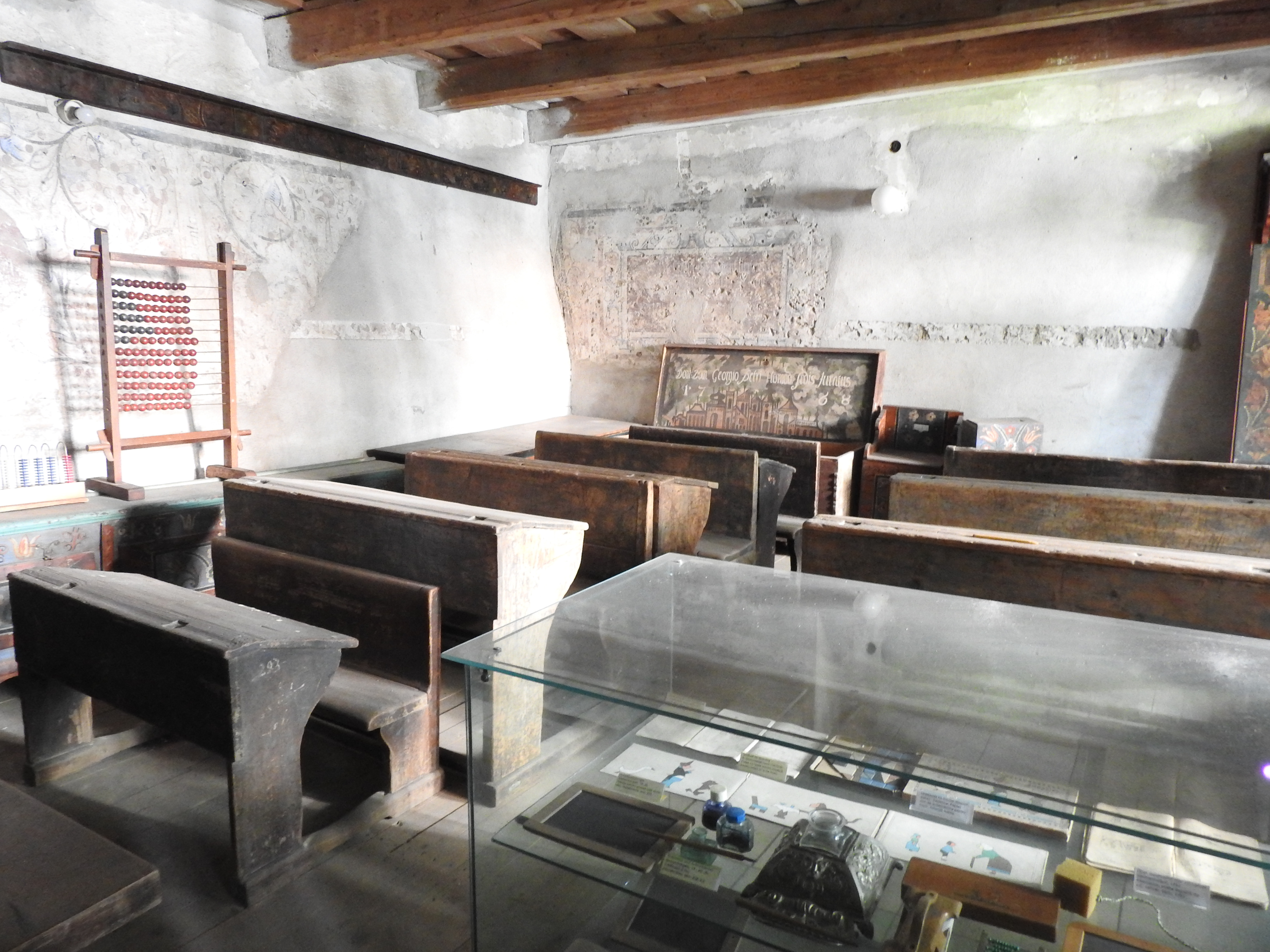
Sala lekcyjna (2022)